# Salmeterol

(RS)-Salmeterol

Salmeterol, en vanligt förekommande aktiv substans i inhalationspulver mot astma, exempelvis Seretide.
Molekylformel: C12H37NO4.C11H8O3
Molmassa: 603,8